# Barbara Sundermann
Barbara Sundermann (* 1971) ist eine ehemalige deutsche Basketballspielerin.

## Laufbahn
Als Jugendliche spielte Sundermann Basketball in der Schule, mit 18 Jahren schloss sie sich dem TSVE Bielefeld an, blieb dort zwei Jahre und wechselte dann zum SV Brackwede. Im Rahmen ihres Referendariats kam sie nach Bochum, dort spielte die 1,89 Meter messende Innenspielerin mit dem VfL Bochum in der Bundesliga. 1998 wechselte Sundermann zum Bundesliga-Aufsteiger BG Rentrop Bonn. Dort blieb sie zunächst drei Jahre, es folgte ab der Saison 2001/02 mit TV Bensberg eine weitere Bundesliga-Station, beim Zweitligisten Union Opladen war sie danach bis Herbst 2005, als sie wegen einer Schwangerschaft zurücktrat, unter dem Korb die bestimmende Spielerin. 2006 ging sie zur BG Rentrop Bonn zurück, die mittlerweile am Spielbetrieb der zweiten Liga teilnahm. Als die Bonnerinnen 2010 freiwillig in die Oberliga abstiegen, schloss sich Sundermann dem Rhöndorfer TV (Regionalliga), bei dem sie bis 2012 blieb. Später verstärkte sie die SG BG Bonn-Meckenheimer TuS in der Oberliga.
Sundermann, die bereits zu Bielefelder Zeiten in der Jugendarbeit tätig gewesen war, wurde auch bei der BG Bonn als Trainerin im Nachwuchsbereich tätig.